# Levanto (distrito)
Levanto é um distrito peruano localizado na Província de Chachapoyas, departamento Amazonas. Sua capital é a cidade de Levanto.

## Transporte
O distrito de Levanto é servido pela seguinte rodovia:
- PE-8B, que liga o distrito de Cajamarca (Região de Cajamarca) ao distrito de Chachapoyas
- AM-110, que liga o distrito de Tingo  à cidade de Chachapoyas[2][3][4]